# 나라자키 노리코
나라자키 노리코(일본어: 楢崎 教子, 1972년 9월 27일~)는 일본의 전직 유도 선수이다. 결혼 전 이름은 스가와라 노리코(일본어: 菅原 教子)였으며 1996년 하계 올림픽에서 여자 엑스트라라이트급 동메달, 2000년 하계 올림픽에서 여자 엑스트라라이트급 은메달을 획득했다.

## 같이 보기
- 올림픽 유도 메달리스트 목록